# Margaret Bailes
Margaret Ann Bailes (ur. 23 stycznia 1951 w Bronksie w Nowym Jorku) – amerykańska lekkoatletka specjalizująca się w biegach sprinterskich, złota medalistka letnich igrzysk olimpijskich w Meksyku (1968) w sztafecie 4 × 100 metrów.

## Sukcesy sportowe
- mistrzyni Stanów Zjednoczonych w biegu na 100 m – 1968[1]

| Rok  | Miasto | Zawody    | Konkurencja                                    | Wynik                             |
| ---- | ------ | --------- | ---------------------------------------------- | --------------------------------- |
| 1968 | Meksyk | olimpiada | sztafeta 4 × 100 m bieg na 100 m bieg na 200 m | złoty medal 5. miejsce 7. miejsce |

## Rekordy życiowe
- bieg na 100 m – 11,30 – Meksyk 14/10/1968
- bieg na 200 m – 22,95 – Meksyk 17/10/1968